# Переходность
Переходность, в лингвистике — свойство глагола, заключающееся в возможности присоединять прямое дополнение.
Данное понятие близко понятию валентности.
Традиционно грамматика противопоставляет переходные глаголы (например, бросать, целовать, покупать), которые могут присоединять прямое дополнение, непереходным (например, управлять, гулять, спать), которые этого не могут. В действительности во многих языках, в том числе в русском, данная категория более широкая: существуют глаголы, у которых переходны некоторые значения; также существуют глаголы, способные иметь более одного прямого дополнения.

## Общие положения
Во многих языках переходность маркируется морфологически, то есть системы словоизменения переходных и непереходных глаголов различаются. В полиперсональных языках непереходный глагол согласуется с главным актантом, но переходный глагол согласуется также с прямым дополнением.
В других языках переходность выражается в синтаксисе. Чтобы определить, переходный ли глагол, например в русском языке, следует попробовать присоединить к нему соответствующее прямое дополнение (выделено полужирным):
- Что вы бросили? — переходный глагол
- Вы поцеловали мою руку. — переходный глагол
- Она купила пирожное. — переходный глагол

Для сравнения приведем невозможные виртуальные выражения с дополнением, присоединенным к непереходному глаголу:
- *Что ты управляешь?
- *Я гуляю улицу.

Наоборот, использование переходного глагола без дополнения в русском языке в большинстве случаев воспринимается как неполное предложение:
- Что он делает? — *Он бросает (…)
- Вы поцеловали (…)
- Она купила (…)

В некоторых языках, например в русском и прочих славянских языках, переходность — это грамматическая категория, выражающая глагольный аспект (в традиции русской грамматики — вид) и, следовательно, противопоставление представлено существенно более системно. В других языках, например в английском, категория переходности размыта и зачастую переходные и непереходные глаголы употребляются единообразно — как переходные или как непереходные. Однако даже в этом случае непереходные глаголы могут присоединить лишь непрямое дополнение:
- Я смеялся над ним.

Это означает, что непереходные глаголы могут присоединять обстоятельства, которые должны описывать действие: Я гулял два часа.

## Переходность, выраженная морфологически
Данная особенность свойственна следующим языкам и языковым семьям (или предполагаемым языковым семьям):
Уральские языки
- Мордовские языки
- Угорские языки
- Самодийские языки

Гипотетическая Палеоазиатская языковая семья
- Эскимосско-алеутские языки
- Чукотско-камчатские языки
- Юкагирские языки
- Кетский язык

## Функции переходности
В разных языках переходность выполняет разные функции. Основные функции переходности в различных языках таковы:
- изменение состояния дополнения: ударить, бросить, открыть;
- действие и воля подлежащего, что обычно отсутствует у непереходных глаголов: я упал, оно сломалось;
- интенсивность действия или величина изменения дополнения, ср. Я стрелял в оленя. (неперех.) и Я застрелил оленя. (перех.)

Также в разных языках различно влияние грамматической формы на значение.

## Сочетаемость переходных глаголов
Сочетаются с существительными или местоимениями:
- в винительном падеже без предлога: выручить друга, писать письмо;
- в родительном падеже при указании на часть предмета: съесть хлеба, купить слив, выпить молока;
- в родительном падеже при отрицании: не читать книг, не видеть сестры, не получить письма.

## Сочетаемость непереходных глаголов
Непереходные глаголы сочетаются с существительными или местоимениями в косвенных падежах: плакать без причины, подмигнуть прохожему, грустить о лете.

## Примечание
1. ↑  Pusztay, 1990, pp. 86-92.